# André Vilas Boas
André Filipe Monteiro Vilas Boas (Vila do Conde, 4 giugno 1983) è un ex calciatore portoghese di ruolo centrocampista.

## Caratteristiche tecniche
Il suo ruolo naturale è quello di centrocampista difensivo, ma può essere impiegato anche come difensore centrale.

## Carriera
Ha giocato nella prima divisione portoghese.

## Palmarès

### Club

#### Competizioni nazionali
- Campionato portoghese: 1

Porto: 2003-2004